# Six Jours de Saint-Étienne
Les Six Jours de Saint-Étienne sont une course cycliste de six jours disputée à Saint-Étienne, en France. Douze éditions ont lieu entre 1928 et 1953.

## Palmarès
| Année   | Vainqueur                           | Deuxième                       | Troisième                            |
| ------- | ----------------------------------- | ------------------------------ | ------------------------------------ |
| 1928    | Lucien Choury Louis Fabre           | Oscar Daemers Kamiel De Clercq | Alfred Beyl Jean Cugnot              |
| 1929    | Georges Peyrode André Mouton        | Lucien Choury Louis Fabre      | Onésime Boucheron René Hournon       |
| 1930    | Piet van Kempen Francis Faure       | André Mouton Jean Schorn       | Paul Wuyard Roger Peix               |
| 1931    | Omer Debruycker Albert Billiet      | Henri Aerts Louis Muller       | Armand Haesendonck August Mortelmans |
| 1932-35 | Non-disputés                        |                                |                                      |
| 1936    | Piet van Kempen Jean van Buggenhout | Onésime Boucheron André Mouton | Octave Dayen Georges Wambst          |
| 1937    | Piet van Kempen Jean van Buggenhout | Alfred Crossley Jimmy Walthour | Onésime Boucheron André Mouton       |
| 1938    | Cor Wals Marcel Guimbretière        | André Mouton Jan Pijnenburg    | Octave Dayen Michel Pecqueux         |
| 1939-48 | Non-disputés                        |                                |                                      |
| 1949    | Émile Carrara Raymond Goussot       | Bernard Bouvard Roger Godeau   | Raymond Louviot Victor Pernac        |
| 1950    | Guy Lapébie Achiel Bruneel          | Ernest Thyssen Maurice Depauw  | Arthur Sérès Roger-Jean Le Nizerhy   |
| 1951    | Robert Naeye Ernest Thyssen         | Émile Carrara Guy Lapébie      | Armin von Büren Walter Bücher        |
| 1952    | Émile Carrara Georges Senfftleben   | Bernard Bouvard Roger Godeau   | Marcel Logerot Roger Piel            |
| 1953    | Ferdinando Terruzzi Lucien Gillen   | Otto Ziege Théo Intra          | Robert Chapatte Henri Surbatis       |